# Louis-Jean Calvet
Pour les articles homonymes, voir Calvet.
 (février 2017).
Louis-Jean Calvet, né le 5 juin 1942 à Bizerte en Tunisie, est un linguiste français. 

## Biographie
Étudiant à l'université de Nice, où il est l'élève de Pierre Guiraud, Louis-Jean Calvet est élu en 1964 au bureau national de l'Union nationale des étudiants de France. Il y est chargé de l'information et exerce la fonction de rédacteur en chef du mensuel 21.27. Étudiant à la Sorbonne avec André Martinet, il soutient une thèse de troisième cycle (« Le système des sigles en français contemporain ») puis un doctorat d'État (« Langue, corps, société »). Calvet a tout d'abord été professeur à l’université Paris-Descartes (Paris V), puis à l'université Aix-Marseille I jusqu'en 2012.
Dès sa première publication (Linguistique et colonialisme, dans laquelle il lance le concept de glottophagie), il analyse les rapports entre le discours linguistique et le discours colonial sur les langues, puis les liens entre langue et pouvoir (La Guerre des langues, 1987) et le rôle linguistique de la ville (Les Voix de la ville, 1994). Il participe ainsi à la création d'une sociolinguistique française dont il est un des représentants les plus connus, traduit en une vingtaine de langues, invité dans de nombreuses universités aux quatre coins de la planète. 
Directeur pendant plusieurs années de la collection Langages et Sociétés aux éditions Payot, il y publie Sylvain Auroux, André Chervel, Christian Cuxac, Tullio De Mauro, Ivan Fonagy, Pierre Guiraud, Nancy Huston, André Martinet, Morris Swadesh, Jean-Didier Urbain, Marina Yaguello, etc. Parallèlement à ses activités universitaires il fait du journalisme, participant en particulier à l'hebdomadaire Politique hebdo dans lequel il aborde les phénomènes culturels, en particulier la chanson, d'un point de vue sociologique et politique, et traite des minorités ethniques et linguistiques. Il a publié pendant plus de vingt ans, une chronique consacrée aux français populaires dans les différents pays de la Francophonie dans la revue Le Français dans le monde, organe de la Fédération internationale des professeurs de français. Le Sociolinguists Worlwide Award lui a été attribué en 2012 et il a reçu le prix Ptolémée 2016 du Forum International de Géographie ainsi que le prix Georges Dumézil de l'Académie française, en 2017, pour son ouvrage La Méditerranée, mer de nos langues. En 2002, il a aussi reçu la médaille de bronze de Florian.

## Linguistique et entreprise coloniale
Son ouvrage Linguistique et colonialisme cherche à décrire l'utilisation passée et présente de la linguistique pour soutenir des systèmes idéologiques et de pouvoir dominants. Ce que Calvet tente de montrer est la façon dont l'étude des langues, au-delà de leur simple description, implique un certain point de vue sur les communautés linguistiques qui les parlent et sur les relations entre ces communautés. 
Ce mécanisme est à l'œuvre dans l'entreprise coloniale, tant dans sa préparation que dans son exécution : la langue de l'autre est dénigrée, infériorisée alors qu'évidemment celle du colonisateur est valorisée. Calvet étend la notion de colonialisme à la constitution de la France métropolitaine selon des mécanismes de nature coloniale, en l'occurrence l'expansion du royaume de France au détriment des cultures et langues régionales.
Calvet évoque l'impérialisme culturel de la France (p. 11) qui persiste au travers de certaines structures internationales comme la francophonie. Les moyens de lutte contre ces formes moins apparentes de colonialisme, pour le chercheur linguiste, résident dans un travail approfondi de description des langues locales.

## Invention de la langue par les linguistes
Calvet utilise une métaphore pour rendre compte du phénomène de construction d'un objet « langue » dans son ouvrage Essais de linguistique, la langue est-elle une invention des linguistes ?. Paul Cézanne a représenté la montagne Sainte-Victoire, près d'Aix-en-Provence, dans des dizaines de tableaux, mais il a choisi de ne la représenter que d'un point de vue unique, c'est-à-dire une vue de l'ouest. La montagne Sainte-Victoire de Cézanne, construite par Cézanne, devient la montagne Sainte-Victoire. La répétition du même point de vue construit une nouvelle réalité (un simulacre au sens de Jean Baudrillard ?). 
Si la montagne est remplacée par la langue et le peintre par le linguiste, nous avons la clé de la métaphore. Or, la montagne est un objet du paysage relativement saisissable par les sens, alors que la langue est une construction en cours, fuyante selon Calvet. Il ne délégitime pas telle ou telle approche mais souligne le caractère forcément limité de toute approche, d'autant plus que l'utilisation unique d'un point de vue aboutit à l'invisibilisation des limites.

## Engagement du sociolinguiste et du chercheur
Louis-Jean Calvet est cosignataire d'un manifeste de 250 chercheurs publié dans Buscila-Infos (numéro 20 de mars 2008) et Le Monde de l'éducation (avril 2008) dans lequel le diagnostic posé sur la langue des populations en difficulté d'insertion est remis en question à la lumière des travaux des chercheurs en sociolinguistique. Le diagnostic qui est contesté est celui du déficit linguistique ou du handicap linguistique.

### Langue des banlieues reflétant une fracture linguistique
Dans son article intitulé « Les fractures linguistiques », Calvet évoque, d'une part, la position de certains chercheurs vis-à-vis de la langue des banlieues, oscillant entre le dénigrement d'une forme qui attire et la survalorisation du stigmatisé et, d'autre part, explique la persistance de cette variété linguistique fruit de la rencontre du français et des langues des populations issues de l'immigration dans un contexte de stigmatisation. La particularité de cette variété linguistique est sa persistance plus grande dans le temps ; la normalisation que l'on constate dans la langue de la génération plus âgée n'a pas lieu. L'entrée des jeunes dans la vie active plus tardive — phénomène que l'on trouve aussi dans d'autres contextes — est accentuée en raison d'un chômage endémique et du recours à des « petits boulots » ou d'autres expédients, fonctionnant comme une forme d'insertion sociale précaire.
Selon cet article, les adolescents devenus adultes maintiennent la variété linguistique qu'ils utilisaient dans leurs groupes de pairs pour communiquer avec leurs enfants. Ainsi, cette langue, au travers de la différenciation par rapport à la forme normée, se charge d'une forte valeur identitaire. La fracture se trouve non seulement dans une volonté de différenciation, mais témoigne aussi d'une fracture sociale de plus en plus visible et reconnue.
Calvet illustre le phénomène par la dévalorisation de la langue parlée dans les familles arabophones, qui n'est enseignée qu'anecdotiquement ou alors sous la forme d'une langue trop éloignée de la variété linguistique qu'ils connaissent.

#### Pistes d'action pour les linguistes
La remédiation par une scolarisation dans la langue maternelle ne semble pas une solution dans le cas de la France même si d'autres pays l'ont appliquée. Il s'agit par exemple de prendre en compte la situation de diglossie entre l'arabe standard et l'arabe dialectal, qui renvoie à une situation d'insécurité linguistique. L'arabe dialectal parlé en Afrique du Nord est très éloigné de l'arabe standard, ce qui rend ces deux variétés linguistiques mutuellement non compréhensibles. L'enseignement de la variété dialectale pourrait être une piste mais, selon Calvet, il pourrait se heurter au « lobby des professeurs d'arabe » (p. 8). À cela s'ajoute aussi une connaissance peu satisfaisante de la forme dialectale. Calvet égratigne, au passage, le traitement français de l'immigration, mais pas uniquement, source de richesse inexploitée. De plus, les difficultés d'intégration en français ne sont pas favorisées par cette dichotomie qui ancre plus le stigmatisé dans la langue d'origine et dans la culture afférente.  
Selon Calvet, ce sont, entre autres, des actions de formation des enseignants en rapport avec le fonctionnement des langues dans des contextes de multilinguisme et avec la dynamique entre les formes vernaculaires et les formes plus standards.

## Travaux
Selon Calvet, la langue est un fait social et la linguistique ne peut être que sociolinguistique. Il a proposé une approche écolinguistique, fondée en particulier sur la distinction entre approche numérique et approche analogique des situations. Dans ses récentes publications (1999, 2004, 2010), il aborde ainsi des questions concernant la linguistique dans son ensemble, et en particulier la théorie du signe, critiquant la vision que le Cours de linguistique générale en a donné à la lumière des théories de Jacques Lacan. 
Collaborant avec l'Organisation internationale de la francophonie mais aussi avec les organisations lusophones et hispanophones, il travaille sur les politiques linguistiques dans le cadre d'une lutte pour la défense de la diversité linguistique, et a proposé la distinction entre la « politique » linguistique et la « politologie linguistique », la première étant le fait des décideurs politiques, la seconde le fait des linguistes. Plus récemment (en 2010, version actualisée en 2012), il a entrepris avec Alain Calvet, spécialiste de mathématiques et de statistiques, l'élaboration d'un « index des langues du monde », un classement fondé sur le traitement statistique et l'analyse multifactorielle d'un certain nombre de facteurs discriminants.
En collaboration avec Jean Véronis, il a travaillé sur l'analyse du discours politique français, en particulier l'analyse de la campagne présidentielle (2006) et celle des discours du Président Sarkozy (2008). 
Calvet s'intéresse par ailleurs à la chanson française. Il a publié plusieurs livres à ce sujet (biographies de Georges Brassens, Léo Ferré, Georges Moustaki, Joan Pau Verdier, analyse sémiologique de la chanson), et a dirigé deux dossiers de Vibrations. Musiques, médias, société, la première revue scientifique française consacrée à l'analyse des musiques populaires.
Il est également l'auteur d'une biographie de Roland Barthes et de deux romans.

## Publications
- 1969 : Dynamique des groupes et pédagogie, Bureau pour l'enseignement de la langue et de la civilisation françaises à l'étranger
- 1973 : Roland Barthes ; un regard politique sur le signe, Payot (Petite bibliothèque Payot)
- 1974 : Linguistique et colonialisme, petit traité de glottophagie, Payot (Petite bibliothèque Payot) ; traduit en allemand (Die Sprachenfresser. Ein Versuch über Linguistik und Kolonialismus, 1978)
- 1975 : Pour et contre Saussure : vers une linguistique sociale, Payot (Petite bibliothèque Payot)
- 1976 : Joan Pau Verdier, Seghers.
- 1977 : Marxisme et linguistique. Marx, Engels, Lafargue, Staline, précédé de Sous les pavés de Staline la plage de Freud?, Paris, Payot, coll. Langages et sociétés
- 1978 : Faut-il brûler Sardou ?, avec Jean-Claude Klein, Savelli
- 1980 : Les Sigles, PUF (coll. « Que sais-je ? », no 1811)
- 1981 : Les Langues véhiculaires, PUF (coll. « Que sais-je ? », no 1916)
- 1984 : La Tradition orale, PUF (coll. « Que sais-je ? », no 2122)
- 1985 : direction du dossier « Les musiques métissées » de la revue Vibrations. Musiques, médias, société
- 1988 : direction du dossier « La scène » de la revue Vibrations. Musiques, médias, société
- 1990 : Roland Barthes, Flammarion
- 1993 : La Sociolinguistique, PUF (coll. « Que sais-je ? », no 2731)
- 1994 : L'Argot, PUF (coll. « Que sais-je ? », no 700)
- 1994 : Les Voix de la ville, Introduction à la sociolinguistique urbaine, Payot
- 1996 : Les Politiques linguistiques, PUF (coll. « Que sais-je ? », no 3075)
- 1996 : Histoire de l'écriture, Plon
- 1999 : Pour une écologie des langues du monde, Plon
- 2003 : Léo Ferré, Flammarion
- 2004 : Essais de linguistique, la langue est-elle une invention des linguistes ?, Plon
- 2006 : 100 ans de chanson française, l'Archipel
- 2006 : Combat pour l'Élysée, en collaboration avec Jean Véronis, Seuil
- 2008 : Les Mots de Nicolas Sarkozy, en collaboration avec Jean Véronis, Seuil
- 2010 : Le Jeu du signe, Seuil
- 2010 : Le Français en Afrique, l'Archipel
- 2011 : Il était une fois 7000 langues, Fayard
- 2013 : Chansons, la bande son de notre histoire, l'Archipel
- 2013 : Les Confettis de Babel. Diversité linguistique et politique des langues, en collaboration avec Alain Calvet, Écriture
- 2014 : Georges Moustaki, une vie, l'Archipel
- 2016 : La Méditerranée, mer de nos langues, CNRS éditions Prix Ptolémée du Festival International de géographie 2016  Prix Georges-Dumézil de l’Académie française 2017
- 2019 : My tailor is still rich, les glottotropies à travers l'histoire de la méthode Assimil, CNRS éditions
- 2021: Enquête sur le signe, du roman policier à la police de la langue en passant par l'interprétation du signe linguistique, Le Bord de l'Eau éditeur
- 2022: Tant mieux si la route est longue, souvenirs de souvenirs, 1942-2022, Lambert-Lucas éditeur

### Vidéo
- Parcours d'un linguiste, entretien filmé à l'université de Rennes